# Preisfrage
Eine Preisfrage (auch Preisaufgabe) ist eine Frage, auf deren richtige Beantwortung ein Preis ausgesetzt ist. Der Begriff ist heute eher aus Quizshows und ähnlichen Gewinnspielen bekannt, bei denen die Antwort dem Fragesteller bekannt ist.
Offene Preisfragen rufen stattdessen dazu auf, eine ausführlichere Antwort in schriftlicher Form einzureichen. Die eingereichten Antworten beziehungsweise die ausgezeichnete Antwort wird dabei als Preisschrift (lateinisch scriptum praemio ornatum) bezeichnet. Gelegentlich werden auch ausgezeichnete Arbeiten, die nicht aus Anlass einer Preisfrage prämiert wurden, als Preisschrift bezeichnet.

## Preisaufgaben von Akademien
Bekannt sind vor allem Preisfragen von wissenschaftlichen Einrichtungen, wie der Societas Jablonoviana. Die Königlich-Preußische Akademie der Wissenschaften stellte ab 1744 regelmäßige Preisfragen, welche unter anderem von Jean le Rond d’Alembert, Johann Gottfried Herder (1770 und 1773) und Immanuel Kant beantwortet wurden. 1866 hatte der später berühmtgewordene Robert Koch eine pathologische Preisaufgabe von Wilhelm Krause gelöst. Spätestens mit Anfang des 20. Jahrhunderts nahm die Auslobung von Preisfragen zugunsten anderer Formen der wissenschaftlichen Mittelvergabe und Kommunikation ab.

### Beispiele
« Quelle est l’origine de l'inégalité parmi les hommes et si elle est autorisée par la loi naturelle? »

„Welches ist der Ursprung der Ungleichheit unter den Menschen, und ist sie durch das natürliche Gesetz gerechtfertigt?“

Auf die Frage oben antwortete J.J. Rousseau mit seiner berühmten Abhandlung über den Ursprung und die Grundlagen der Ungleichheit unter den Menschen. An den Preisfragen durften auch Frauen teilnehmen, so beantwortete Juliane Giovane die Frage: „Welche dauerhafte Mittel gibt es, die Menschen ohne äußerliche Gewalt zum Guten zu führen?“ (1785) und wurde in der Folge in die Preußische Akademie der Wissenschaften aufgenommen.

### Publizierte Preisschriften (in Auswahl)
- Preisschriften, gekrönt und herausgegeben von der Fürstlich-Jablonowskischen Gesellschaft zu Leipzig (Schriftenreihe 1847–1943)
- Drey Preisschriften zu Beantwortung der von der Königlichen Societät der Wissenschaften zu Göttingen aufgegebenen Preisfrage die, den Urkunden und Büchern in Archiven und Bibliotheken schädlichen Insekten betreffend (1775) urn:nbn:de:bvb:12-bsb10231753-4